# Gangara thyrsis
Gangara thyrsis là một loài bướm thuộc họ Bướm nhảy. Nó ăn các loài thuộc họ Cau.

## Hình

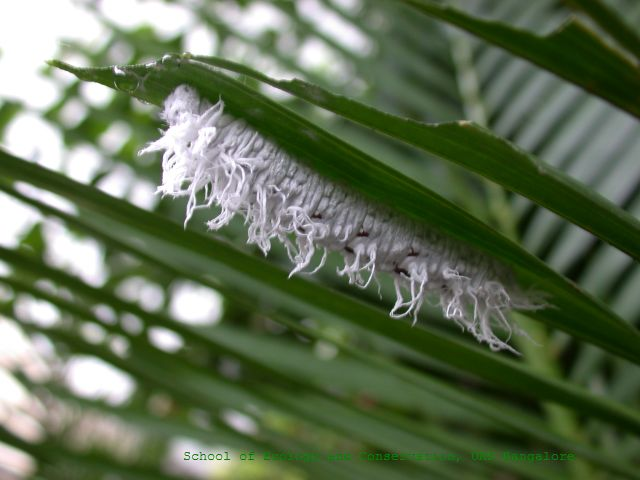
Caterpillar
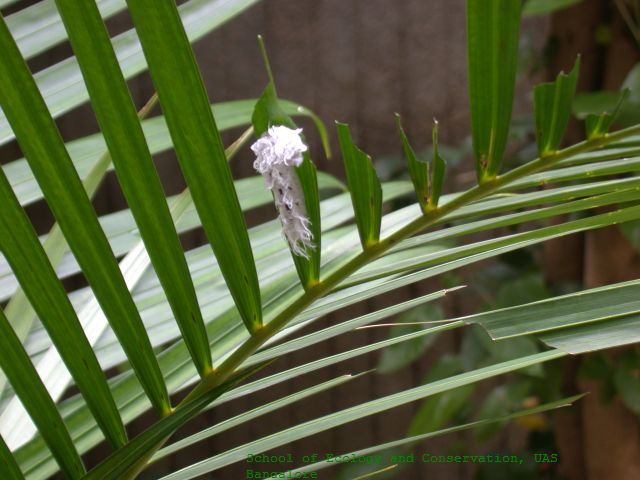
Caterpillar
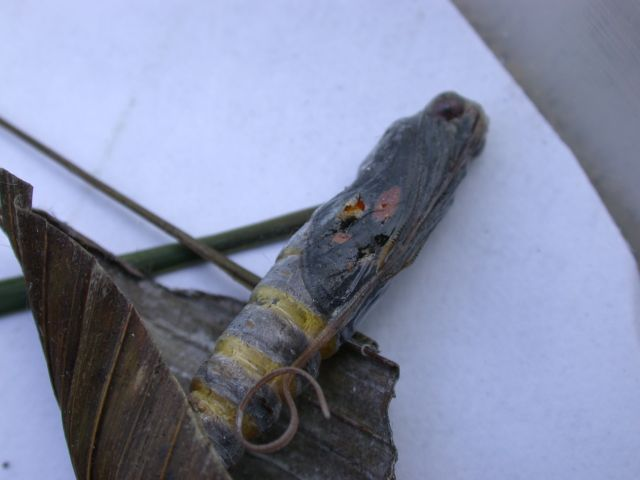
Pupa